# Liste der Bodendenkmale in Anderlingen
In der Liste der Bodendenkmale in Anderlingen sind die Bodendenkmale der niedersächsischen Gemeinde Anderlingen aufgeführt. Die Quelle ist der Denkmalatlas Niedersachsen. 
Der Stand der Liste ist der 12. Dezember 2024.
Allgemein

Anderlingen im Landkreis Rotenburg (Wümme)

In den Spalten finden sich folgende Informationen des Bodendenkmales:
Lagegeographische Koordinaten
BezeichnungBezeichnung lt. Denkmalatlas
BeschreibungBeschreibung lt. Denkmalatlas
IDObjekt-ID
BildBild, ggf. zusätzlich mit Link zu weiteren Fotos im Medienarchiv Wikimedia Commons.

## Anderlingen
| Lage                        | Bezeichnung                   | Beschreibung | ID       | Bild           |
| --------------------------- | ----------------------------- | --- | -------- | -------------- |
| 53° 22′ 47″ N, 9° 16′ 47″ O | Anderlingen 1, Grabhügel      | Durchmesser ca. 15 m und Höhe ca. 1,1 m. Stark gestört. Rest mit deutlich abgesetzten Rand. An der südsüdöstlichen Seite durch Acker angeschnitten. | 28961922 | BW             |
| 53° 21′ 39″ N, 9° 18′ 36″ O | Anderlingen 43, Grabhügel     | Durchmesser ca. 20 m und Höhe ca. 2 m. Annähernd rund. Im Zentrum eine 2 × 3 m große und 0,5 m tiefe Eingrabung. | 28962044 | BW             |
| 53° 21′ 24″ N, 9° 17′ 4″ O  | Anderlingen 60, Grabhügel     | Durchmesser ca. 9 m und Höhe ca. 0,5 m. Oberfläche uneben, Rand deutlich abgesetzt. Im Nordwesten bis zur Hälfte durch Viehtritt gestört bzw. abgetragen. Einzig erhaltener einer Gruppe aus ehemals vier Grabhügeln. | 28962054 | BW             |
| 53° 21′ 47″ N, 9° 17′ 40″ O | Anderlingen 91, Grabhügel     | Durchmesser ca. 15 m und Höhe ca. 1,1 m. Ebenmäßig geformt, Rand abgesetzt, Mitte eingesenkt. Nordrand vom angrenzenden Acker angeschnitten. | 28962045 | BW             |
| 53° 21′ 59″ N, 9° 17′ 36″ O | Anderlingen 92, Großsteingrab | Maße ca. 3,8 × 8,5 m. Stark gestörtes Großsteingrab. Trägersteine größtenteils herausgerissen, Reste einzelner Trägersteine noch in situ. Decksteine nicht mehr vorhanden. Eintiefungen der herausgerissenen Trägersteine. Drei Findlinge (einer davon in zwei Teile gespalten) in situ. Ein weiterer Findling abseits liegend. | 28962041 | Weitere Bilder |

### Anderlingen 4
- ID:28962027
- Gruppe von ehemals sechs Grabhügeln, von denen vier mit  Dm. 10 – 18 m und H. 0,5 – 0,8 m erhalten sind.

| Lage                        | Bezeichnung   | Beschreibung | ID       | Bild |
| --------------------------- | ------------- | --- | -------- | ---- |
| 53° 22′ 51″ N, 9° 17′ 18″ O | Anderlingen 4 | Durchmesser ca. 18 m und Höhe ca. 0,8 m. Annähernd rund.                                                        | 28962025 | BW   |
| 53° 22′ 55″ N, 9° 17′ 17″ O | Anderlingen 5 | Durchmesser ca. 11 m und Höhe ca. 0,5 m. Im Osten und Norden von einem Feldweg angeschnitten.                   | 28961927 | BW   |
| 53° 22′ 51″ N, 9° 17′ 19″ O | Anderlingen 7 | Durchmesser ca. 10 m und Höhe ca. 0,5 m. Annähernd rund mit Einkuhlungen.                                       | 28961926 | BW   |
| 53° 22′ 51″ N, 9° 17′ 19″ O | Anderlingen 8 | Durchmesser ca. 12 m und Höhe ca. 0,5 m. Im Zentrum eine kreisrunde Eingrabung mit ca. 3 m Dm. Rand auslaufend. | 28962024 | BW   |

### Anderlingen 46
- ID:28962053
- Gruppe von ehemals sechs Grabhügeln, von denen vier mit Dm. 12 – 18 m und H. 0,5 – 0,6 m erhalten sind.

| Lage                       | Bezeichnung    | Beschreibung | ID       | Bild |
| -------------------------- | -------------- | --- | -------- | ---- |
| 53° 21′ 42″ N, 9° 18′ 8″ O | Anderlingen 47 | Durchmesser ca. 18 m und Höhe ca. 0,8 m. Die ursprüngliche Form ist nicht mehr zu erkennen. Bei Aufforstungsarbeiten (ca. 1980) ist die Humusschicht, und somit die Oberfläche des Hügels, abgeschoben worden. | 28962048 | BW   |
| 53° 21′ 41″ N, 9° 18′ 8″ O | Anderlingen 48 | Durchmesser ca. 12 m und Höhe ca. 0,5 m. Rand flach auslaufend. Bei Aufforstungsarbeiten (ca. 1980) wurde der Hügel etwas abgeschoben. Daher abgeflacht. Unregelmäßige Oberfläche im nordwestlichen Bereich.   | 28962049 | BW   |
| 53° 21′ 40″ N, 9° 18′ 7″ O | Anderlingen 49 | Durchmesser ca. 9,5 m und Höhe ca. 0,5 m. Flach, uneben. Bei Aufforstungsarbeiten (ca. 1980) etwas abgeschoben, dadurch flache und unebene Oberfläche. Im Südosten durch Straßengraben angeschnitten.          | 28962050 | BW   |
| 53° 21′ 40″ N, 9° 18′ 9″ O | Anderlingen 51 | Durchmesser ca. 12 m und Höhe ca. 0,5 m. | 28962047 | BW   |

## Fehrenbruch

### Fehrenbruch 5
- ID:28968274
- Grabhügelfeld

| Lage                       | Bezeichnung    | Beschreibung | ID       | Bild |
| -------------------------- | -------------- | --- | -------- | ---- |
| 53° 25′ 0″ N, 9° 18′ 49″ O | Fehrenbruch 20 | Durchmesser ca. 7 m und Höhe ca. 0,6 m. Ehemals rund. Westliches Viertel abgetragen und zwei Findlinge an der Oberfläche.                              | 28968161 | BW   |
| 53° 25′ 1″ N, 9° 18′ 49″ O | Fehrenbruch 22 | Durchmesser ca. 13,3 m und Höhe ca. 0,8 m. Ebenmäßig gewölbt, Rand schwach abgesetzt. Gelände nach Süden fallend. Vereinzelt Steine an der Oberfläche. | 28968166 | BW   |
| 53° 25′ 0″ N, 9° 18′ 49″ O | Fehrenbruch 23 | Durchmesser ca. 7,5 m und Höhe ca. 0,7 m. Annähernd rund. Im Südosten angegraben. Im Osten ein Findling.                                               | 28968167 | BW   |
| 53° 25′ 0″ N, 9° 18′ 50″ O | Fehrenbruch 24 | Durchmesser ca. 8,5 m und Höhe ca. 0,7 m. Ehemals annähernd rund. Im Süden ist ca. 1/4 vom Acker abgetragen. Einzelne Steine an der Oberfläche.        | 28968263 | BW   |
| 53° 25′ 1″ N, 9° 18′ 51″ O | Fehrenbruch 25 | Durchmesser ca. 8 m und Höhe ca. 0,5 m. Rund. | 28968269 | BW   |
| 53° 25′ 1″ N, 9° 18′ 51″ O | Fehrenbruch 26 | Durchmesser ca. 8 × 5 m und Höhe ca. 0,5 m. Ehemals annähernd rund. Südhälfte vom Acker abgetragen.                                                    | 28968266 | BW   |
| 53° 25′ 2″ N, 9° 18′ 50″ O | Fehrenbruch 29 | Durchmesser ca. 7 m und Höhe ca. 0,4 m. Ebenmäßig, flach gewölbt, Rand allmählich auslaufend.                                                          | 28968272 | BW   |